# Franklin Rodríguez (político)
Franklin Alberto Rodríguez Garabitos (San Cristóbal, República Dominicana, 17 de diciembre de 1977) es un abogado y político dominicano. Fue Senador  por la Provincia San Cristóbal para el período 2020-2024 por el partido Fuerza del Pueblo .
Fue ministro de la Juventud de la República Dominicana desde 2008 hasta agosto del 2012, asesor del Poder Ejecutivo en materia de la juventud y presidente de la Juventud de la Conferencia Permanente de Partidos Políticos de América Latina (COPPPAL- Juvenil) 2008-2012, así como presidente de la Organización Iberoamericana de Juventud (OIJ) desde 2010 a 2012.
Franklin Rodríguez fue miembro del comité central y secretario de la juventud del Partido de la Liberación Dominicana desde el año 2005 hasta su renuncia a la organización política en octubre del 2019.

## Primeros años
Rodríguez nació en Cambita Garabito, municipio de la provincia de San Cristóbal. Hijo del Alférez de navío (r), Milciades Rodríguez Lorenzo y la enfermera María Natividad Garabitos Rodríguez, tiene cinco hermanos: Yesenia, Yerenca y Yeliene, además de Elyin y Sadhan Rodríguez, hermanos paternos. 
A temprana edad se inclinó por los servicios deportivos, sociales  y culturales convirtiéndose rápidamente en un líder deportivo y comunitario en su natal Cambita. Más tarde, Rodríguez se traslada a la ciudad de Santo Domingo a realizar sus estudios superiores en la Universidad Autónoma de Santo Domingo, donde obtuvo el título de licenciado en Derecho.

## Vida pública
A la edad de 18 años fue candidato a la Presidencia de la Federación de Estudiantes Dominicanos (FED). En 1996 formaliza su ingreso al Partido de la Liberación Dominicana. Para el año 2004, formó el movimiento político Unión Nacional de Jóvenes con Leonel (UNAJOLE), el cual le permitió recorrer todos los rincones del país y algunos países donde hay gran presencia dominicana. En ese mismo año logró ocupar el cargo de Viceministro de Juventud de República Dominicana. Unos meses después, Franklin corrió por la nominación partidaria del Comité Central del Partido de la Liberación Dominicana (PLD), organismo donde se toman las grandes decisiones partidarias, convirtiéndose en su miembro más joven de una matrícula de más de cuatrocientos miembros.
Rodríguez se postuló a la "Secretaria de la Juventud del PLD" ganando a unanimidad dicha postulación al Comité Central. En 2008 fue designado coordinador de campaña en materia de juventud a raíz de las elecciones presidenciales donde Leonel Fernández Reyna buscaba su tercer periodo presidencial.
En la secretaría de Asuntos Juveniles del PLD, trazó estrategias que le permitieron al partido conquistar el voto juvenil Dominicano y posteriormente ganar las elecciones del 2006, 2008, 2010 y 2012. Rodríguez fue el Coordinador Nacional de Campaña en materia de Juventud, del expresidente de la República, Danilo Medina.
El 8 de abril de 2025, se encontraba presente en el concierto del merenguero Rubby Pérez; cuando ocurrió el colapso del techo de la discoteca Jet Set de Santo Domingo, República Dominicana.

## Actividades
- Ex becario del Departamento de Estado de los Estados Unidos 2006.
- Ex becario del programa de Liderazgo del Instituto Nacional Demócrata 2006 (NDI).
- Ex becario de la Fundación para el Análisis y los Estudios Sociales FAES 2000, que preside el expresidente del gobierno español José María Aznar.
- Ex becario del Programa Espacio 2001 que realiza Tele Micro Internacional - Canal 5 y Televisa México.
- Invitado especial del encuentro jóvenes líderes por la paz y el diálogo (Venezuela 2003)
- Representante de la Red para el Intercambio y la Formación Juvenil(REIJ), en el II Encuentro Latinoamericano por la solidaridad y la paz con Colombia y América Latina, en la Ciudad de México, 2002.
- Miembro de la comisión de estudiantes en la celebración del Congreso Latinoamericano y Caribeño de Estudiantes (OCLAE), en La Habana, Cuba 2000.
- Coordinador de la delegación de estudiantes de derecho, participantes en el XII y XIII, Congreso Universitario de alumnos de Derecho Penal, en la Universidad de Salamanca, España 2000 y 2001.
- Vicepresidente Federación de Estudiantes Dominicanos (FED).
- Exmiembro del Claustro Mayor y Menor de la UASD.
- Exmiembro de la Dirección Ejecutiva de la VED
- expresidente de la Asociación de Estudiantes Universitarios de Cambita Garabitos S.C (ASEUCAM).

## Reconocimientos
- Orden Heráldica de Cristóbal Colón, en el grado Gran Cruz Placa de Plata 2012.[13][3]
- Huésped de honor de la ciudad de Rhode Island 2007.
- Premio Nacional de la Juventud 1996-97.
- Condecorado como joven ejemplar por Secretaría de Estado de Educación en 1996.
- Secretaría de Estado de Deportes, como joven propulsor en 1996.
- Premio Municipal de la Juventud de la Unión de Jóvenes Comunitarios (UJC) 1996.